# Pseudocurimata boulengeri
Pseudocurimata boulengeri es una especie de peces de la familia Curimatidae en el orden de los Characiformes.

## Morfología
Los machos pueden llegar alcanzar los 14,6 cm de longitud total.

## Hábitat
Vive en zonas de clima tropical.

## Distribución geográfica
Se encuentran en Sudamérica: ríos que desembocan en el norte del Golfo de Guayaquil (Ecuador).